# グリーンカレッジホール
グリーンカレッジホール（板橋区立シニア学習プラザ）は、2009年（平成21年）7月にオープンした、東京都板橋区志村にある板橋区の公共施設。施設は3階建てで、3,4階部分がグリーンカレッジホール、1,2階部分は板橋区立志村ふれあい館となっている。

## 概要
板橋グリーンカレッジ（正式名：板橋高齢者大学校）の拠点として高齢者の学習支援と地域住民の交流促進を目的として設置された施設。教室、集会室やホールなどがあり、各種会議、集会、研修会などに利用できる。（旧名は板橋区立勤労福祉会館）--板橋区ＨＰより
施設としては以下の利用が出来る。
1．多目的ルームの利用（老若男女、住所が区外でも利用出来る。）
各種式典、パーティー、講習、展示会、会合、会議、卓球など、多目的な用途に合わせた部屋利用が出来る。飲食、アルコールの持込も可能。比較的大きな防音ホール（下表参照）が有り、朝９時より、夜９時３０分まで通して利用出来る為、交響楽団、劇団、ダンスチーム等の練習にも盛んに利用されている。
2．イベントへの参加
コンサート、語学学習、絵画教室、生活向上、交流事業など、高齢者のみならず、教養をベースとしたグリーンカレッジホール独自のイベントを不定期で行っている。
3．板橋グリーンカレッジへの入学
板橋区が主催する高齢者大学校（通称：板橋グリーンカレッジ）の学舎となっている。グリーンカレッジの開校について、高齢者のライフスタイルの変化や多様化する学習意欲に応えるとともに、板橋グリーンカレッジ卒業後も、継続した学習や地域社会活動へ参画してもらう事を目的として設置されている。毎年１月後半頃、板橋区の広報でおおむね60歳以上を対象に入学要綱が発表され、合格すると4月から1年間は教養課程、2年目は専門課程を学ぶ。2年後に卒業レポートを提出し、卒業が認められると、卒業後は同じく、グリーンカレッジ大学院に進むか、聴講生として専門課程、不定期の特別講座に学ぶか選ぶ事が出来る。
また、卒業生により結成された板橋グリーンカレッジＯＢ会もグリーンカレッジホールを中心に、サークル活動、地域貢献事業など、精力的に活動を行っている。

## 施設
【3階】
※利用時間は 9:00～12:00／13:00～17:00／17:30～21:30 の3コマに分かれ、通して利用する事も出来る。板橋グリーンカレッジ講義の為、利用出来ない時間帯がある。
| 名称  | 面積（㎡） | 定員（人） | 机利用時（人） | 付帯設備（有料）                                                                 | その他                                                       |
| ----- | ---------- | ---------- | -------------- | -------------------------------------------------------------------------------- | ------------------------------------------------------------ |
| 教室1 | 197.75     | 180        | 約 150         | 音響ＡＶ設備、舞台（無料）、プロジェクター（半面不可の場合有り）、移動式姿見鏡。 | 半面の使用が可能。板橋グリーンカレッジ教養、専門課程受講教室 |
| 教室2 | 78.40      | 70         | 約 54          | 音響ＡＶ設備、プロジェクター（半面不可の場合有り）、移動式姿見鏡。               | 半面の使用が可能。板橋グリーンカレッジ。大学院課程受講教室   |
| 教室3 | 56.07      | 50         | 約 36          | 移動式姿見鏡。                                                                   |                                                              |

【4階】
※利用時間は 9:00～12:00／13:00～17:00／17:30～21:30 の3コマに分かれ、通して利用する事も出来る。
| 名称    | 面積（㎡） | 定員（人） | 机利用時（人） | 付帯設備（有料） | その他             |
| ------- | ---------- | ---------- | -------------- | --- | ------------------ |
| ホール  | 275.99     | 260        | 約 180         | 音響ＡＶ設備、プロジェクター、舞台、スポットライト、卓球（半面不可の場合有り）、移動式姿見鏡、電子ピアノ、譜面台。※防音仕様 | 半面の使用が可能。 |
| 集会室1 | 38.40      | 36         | 約 27          | 移動式姿見鏡。 |                    |
| 集会室2 | 40.00      | 34         | 約 27          | 移動式姿見鏡。 |                    |

・電子ピアノ、移動式姿見鏡、譜面台は数量に限りが有り、貸し出せない場合が有る。

## 交通
- 都営三田線 「志村三丁目駅」より徒歩約5分。
- 国際興業バス 「志村三丁目駅」「志村坂下」より徒歩約5分。